# Kanczyl jawajski
Kanczyl jawajski, kanczyl malajski, kanczyl malajski mniejszy (Tragulus javanicus) – gatunek ssaka z rodziny kanczylowatych (Tragulidae) zamieszkujący lasy tropikalne południowo-wschodniej Azji.

## Morfologia
Niewielki, bezrogi ssak kopytny o długości ciała 50–53 cm, ogona 4–6 cm; masa ciała wynosi 1,7–2,1 kg (samice mniejsze od samców). Ssak o brązowo-pomarańczowym umaszczeniu z białym brzuchem. Głowa jest trójkątna, z pyska wystają kły. Bardzo cienkie nogi mają średnicę odpowiadającą średnicy ołówka. Wzór zębowy: I 0/3; C 1/1; P 3/3; M 3/3 (x2) = 34.

## Tryb życia
Kanczyle  jawajskie żyją w niewielkich grupach rodzinnych i prowadzą nocny tryb życia. Są terytorialne, samce oznaczają swoje tereny zapachem. Na wolności żywią się głównie roślinami, w niewoli chętnie jedzą również owady.

## Rozmnażanie
Samice kanczyla malajskiego są płodne przez cały rok. Ciąża trwa 4,5 miesiąca, po których na świat przychodzi jedno młode. Młode jest karmione mlekiem przez 10-13 tygodni, dojrzałość płciową osiąga w ciągu 5-6 miesięcy. Zwierzęta te dożywają 12 lat.